# Territorialprälatur Chota
Die Territorialprälatur Chota (lat.: Territorialis Praelatura Chotensis) ist eine im Norden Perus gelegene römisch-katholische Territorialprälatur mit Sitz in Chota.
Die Territorialprälatur Chota wurde am 7. April 1963 durch die Apostolische Konstitution Pontificale munus errichtet, dem Erzbistum Piura als Suffragan unterstellt und von spanischen Augustinern seelsorglich betreut.
Die Territorialprälatur umfasst die Provinzen Chota und die Cutervo des Departamento de Cajamarca.

## Prälaten von Chota
- Florentino Armas Lerena OAR, 7. April 1963–17. August 1976
- José Arana Berruete OAR, 24. Januar 1979–27. Oktober 1992
- Emiliano Antonio Cisneros Martínez OAR, 7. Dezember 1993–27. März 2002, dann Bischof von Chachapoyas
- José Carmelo Martínez Lázaro OAR, 27. März 2002–12. Oktober 2004, dann Bischof von Cajamarca
- Fortunato Pablo Urcey OAR, 15. Oktober 2005–2. Juli 2022
- Víctor Emiliano Villegas Suclupe OAR, seit 2. Juli 2022